# Managua (Cuba)
Managua es una villa y consejo popular del municipio Arroyo Naranjo, perteneciente a la provincia de La Habana en la República de Cuba. Se sitúa a 21 km al sur de la ciudad de La Habana y pertenece al eje urbano Las Guásimas-Managua.

## Origen
Según documentos y versiones de pobladores se dice que el nombre proviene de "Mana Aguaná" o "Managuaná", dado por las características naturales de los terrenos y la existencia de riachuelos y manantiales, de los cuales la zona es rica.

## Fundación
El antiguo "Corral San Francisco de Managuana" era propiedad del presbítero Matías de León y Castellanos, quien en 1730 lo dividió y comenzó a repartir.
Su fundación se fija el 15 de mayo de 1730 (hace 294 años), en la región habanera central.
Obtuvo el título de «Villa de Managua» a finales del siglo XIX.

## Límites
- Norte: con Reparto Eléctrico (Arroyo Naranjo), y el embalse "Ejército Rebelde".
- Sur: con San José de las Lajas (provincia de Mayabeque).
- Este: con el municipio Cotorro.
- Oeste: con el municipio Boyeros y el barrio La Güinera.

## Localidades
Está compuesto por las siguientes localidades:
- Las Guásimas
- Managua
- Marrero
- Frank País
- 10 Caballerías
- Guama
- Alcona
- La Lola
- Recreo
- Lechuga
- Disciplinaria
- Calderón
- Vietnam
- Loma Blanca
- El Palmar
- Molinet

## Arquitectura colonial
Destaca la Iglesia de Managua elevada a Parroquia en 1866. Cuenta con una arquitectura colonial, al estilo neoclásico. Sus campanas donadas por José de Bayona y Chacón, primer Conde de Casa Bayona, fueron compradas en España.

## Relieve
Las elevaciones más prominentes son las "Lomas de Managua", popularmente llamadas "Tetas de Managua" con 220 m s. n. m. y la "Loma de Marrero" con 194 m s. n. m.
Sus temperaturas en los meses del verano promedian entre los 23 y 27 grados celsius; mientras que, en los meses de invierno entre los 13 y los 17 grados.
Posee dos ríos, el "Guadiana" o "Guareana" en las afueras de la localidad y que es un afluente del Almendares, y el otro el "Xiaraco" cercano al poblado de Lechuga.

## Tradiciones
Sus fiestas religiosas tradicionales en honor a San Isidro Labrador se celebran entre el 13 y 17 de mayo; mientras que, Nuestra Señora de los Remedios (conocida por Managuana) se celebra el 9 de octubre.
Desde 1995 se realiza el "Carnaval Infantil" coincidiendo con el "Sábado de los Festejos".

## Puntos de referencia
- Centro Policlínico Docente Managua.
- Casa de Cultura "Carlos Enrique".
- Villa "Manuelita" que fue residencia de Juan Gualberto Gómez entre 1919 y 1933.
- Memorial a Adolfo del Castillo, Brigadier del Ejército Libertador caído en combate en las cercanías de la finca "La Chorrera", El Calvario. Fue el último General del Ejército Libertador caído en combate.
- Cine "Mantilla".

## Personalidades reconocidas
- María Elena Baluja, maestra que se dedicó a recoger fondos para la construcción del empedrado de la calle que conducía hacia la iglesia. Esta misma calle sobre la cual se emplaza la Iglesia de Managua ha sido nombrada en su memoria.

- José Ramón Morales Figueredo (1880-1949), profesor y director de la escuela primaria #10 "Adolfo del Castillo" durante varias décadas del siglo XX. Descendiente de la familia Figueredo de Bayamo, siendo primo segundo de Perucho Figueredo, autor de La Bayamesa y Luis Figueredo, Mayor General del Ejército Libertador. Fundador en 1929 de la "Sociedad Progreso de Managua" siendo su primer vicepresidente y luego presidente. Corresponsal del periódico "El País".

- Olga Nancy Rodríguez Chávez, maestra de educación primaria que forjó a muchas generaciones de managueros.